# Geodia globosa
Geodia globosa är en svampdjursart som först beskrevs av Baer 1906.  Geodia globosa ingår i släktet Geodia och familjen Geodiidae. Inga underarter finns listade i Catalogue of Life.